# 라들레오브드라비

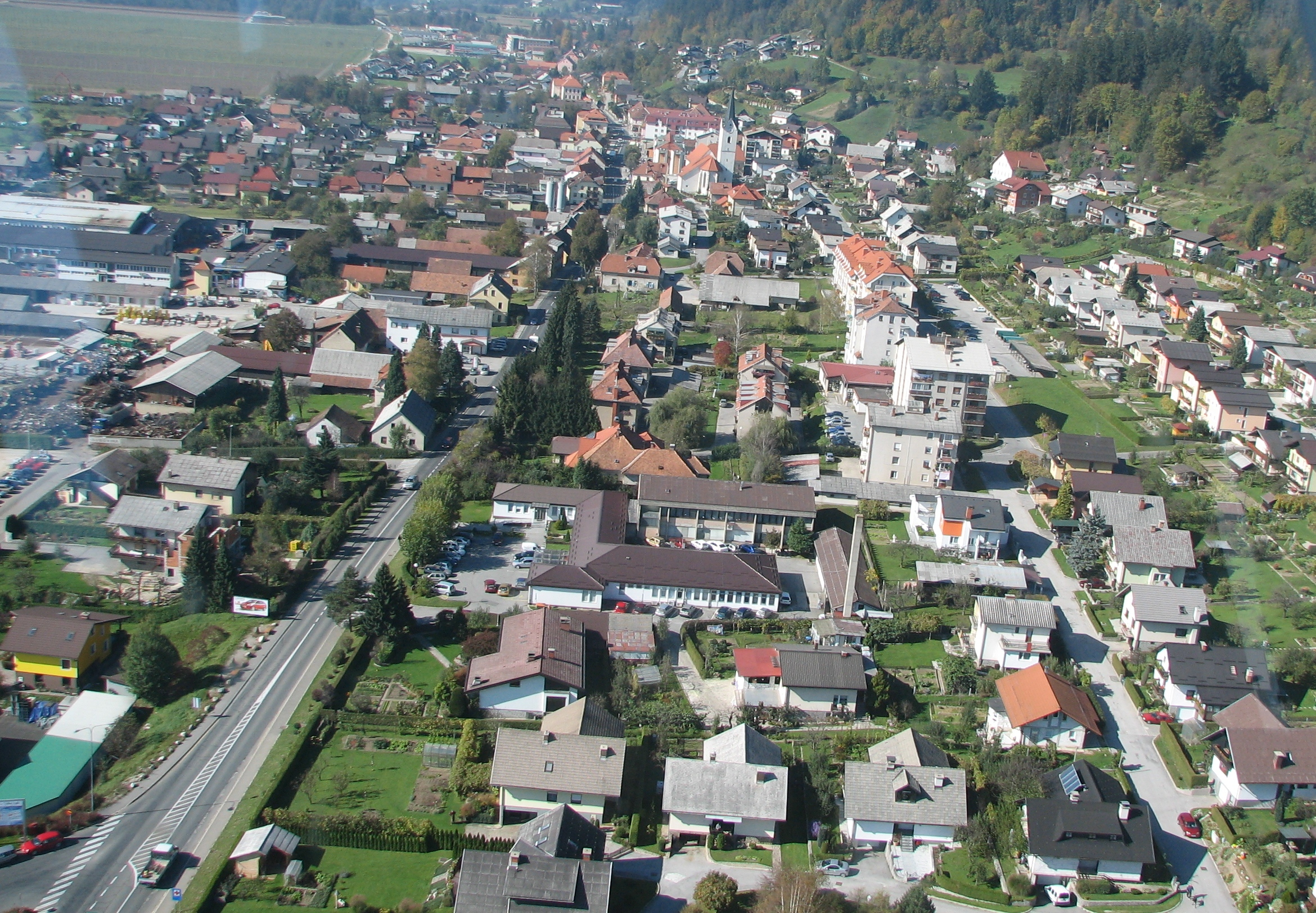
라들레오브드라비

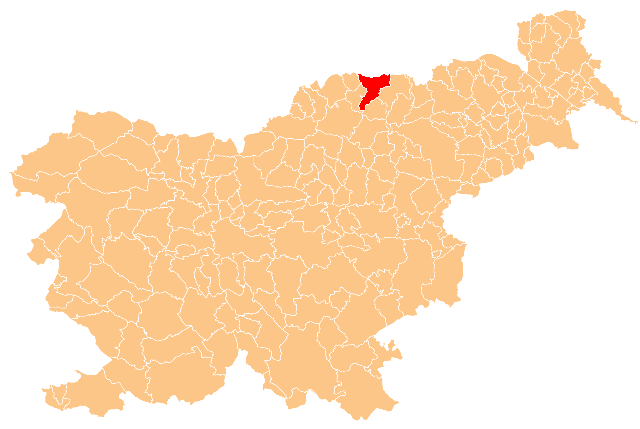
라들레오브드라비의 위치

라들레오브드라비(슬로베니아어: Radlje ob Dravi, 독일어: Mahrenberg 마렌베르크[*])는 슬로베니아의 도시로 면적은 93.9km2, 인구는 6,148명(2002년 기준), 인구 밀도는 65.5명/km2이다.